# Norra Rörums kyrka
Norra Rörums kyrka är en kyrkobyggnad i Norra Rörum. Den är församlingskyrka i Höörs församling i Lunds stift.

## Kyrkobyggnaden
Kyrkan är till sitt ursprung en romansk medeltidskyrka, byggd senast omkring år 1200. Ett gravkor byggdes till åt norr 1771. En "nykyrka" tillkom åt söder år 1782. Omkring 1830 revs innertakets tegelvalv och ersattes med tunnvalv. Altaret flyttades från koret i öster till mitten av norra väggen. En ny sakristia uppfördes vid kyrkans norra sida. Kyrkan blev då orienterad i nord-sydlig riktning. På 1950-talet fick kyrkorummet sitt nuvarande utseende. 
Sydost om kyrkan står en klockstapel som sannolikt är från början av 1700-talet. I stapeln hänger två klockor. Storklockan är från 1707 och blev gjuten av Lars Wetterholtz (1667-1724) , Malmö. Lillklockan är från 1728 och blev gjuten av Andreas Wetterholtz (1702-1771), Malmö.

## Inventarier
- Sandstensdopfunten anses vara i ålder med kyrkan och är dess äldsta inventarium. Tillhörande dopfat av mässing är från 1500-talet.
- Altaret har en baldakin från den tidigare "altarpredikstolen".
- På väggen ovanför altaret hänger ett triumfkrucifix från 1500-talet.
- Predikstolen är från 1606.

### Orgel
- 1875 byggde Anders Victor Lundahl, Malmö en orgel med 9 stämmor.
- Den nuvarande orgeln byggdes 1960 av Frederiksborgs Orgelbyggeri, Hilleröd, Danmark.

| Huvudverk I     | Svällverk II      | Pedal         | Koppel |
| Rörflöjt 8´     | Gedackt 8'        | Subbas 16´    | I/P    |
| Principal 4'    | Gedacktflöjt 4'   | Principal 8'  | II/P   |
| Waldflöjt 2'    | Principal 2'      | Quintadena 4' | II/I   |
| Mixtur 2-3 chor | Regal 8'          |               |        |
|                 | Crescendosvällare |               |        |